# 史蒂文·拉圖雷特
史蒂芬·C·「史蒂文」·拉圖雷特（英語：Steven C. "Steve" LaTourette；1954年7月22日—2016年8月3日）是美國的一位政治人物。在1995年至2013年期間，他曾先後擔任俄亥俄州第十九和第十四國會選區的眾議院議員。他的黨籍是共和黨。在引退議員工作之後，曾擔任遊說集團成員。